# 전라남도의 유형문화재 (제301호 ~ 제400호)
전라남도 유형문화재는 지방유형문화재 중에서 전라남도에 있는 문화재를 의미한다.

## 지정목록

### 제301호 ~ 제400호
| 번호  | 사진 | 명칭 | 소재지                                                       | 관리자 (단체)                           | 지정일                                                            | 참조 |
| 301호 |      | 나주죽림사극락전영산회상도 (羅州 竹林寺 極樂殿 靈山會相圖)                                                  | 전남 나주시 남평읍 풍림리 산 1번지 죽림사                    | 죽림사                                  | 2009년 3월 20일 지정                                              |      |
| 302호 |      | 강진고성사청동보살좌상 (康津 高聲寺 靑銅菩薩坐像)                                                           | 전남 강진군 강진읍 남성리 산4번지 고성사                     | 고성사                                  | 2009년 3월 20일 지정, 2014년 12월 31일 해제, 보물 제1841호로 승격 |      |
| 303호 |      | 보성 은봉종택과 대계서원 고문서 일괄 (寶城 隱峰宗宅과 大溪書院 古文書 一括)                                 | 전남 보성군                                                  | 안재호(죽산안씨 문강공 종회)            | 2009년 12월 31일 지정                                             |      |
| 304호 |      | 장흥 신흥사 소장 정방사명 동종 (長興 新興寺 所藏 井方寺銘 銅鐘)                                             | 전남 장흥군 장흥읍 연산리 89-8번지 신흥사                    | .                                       | 2009년 12월 31일 지정                                             |      |
| 305호 |      | 강진 정수사 대웅전 목조삼세불좌상 (康津 淨水寺 大雄殿 木造三世佛坐像)                                       | 전남 강진군 대구면 용운리 산 26 정수사                       | 정수사                                  | 2010년 5월 27일 지정                                              |      |
| 306호 |      | 영광 불갑사 대웅전 삼세불회도 (靈光 佛甲寺 大雄殿 三世佛會圖)                                               | 전남 영광군 불갑면 불갑사로 450                              | 불갑사                                  | 2011년 8월 26일 지정                                              |      |
| 307호 |      | 영광 불갑사 팔상전 영산회상도 (靈光 佛甲寺 八相殿 靈山會上圖)                                               | 전남 영광군 불갑면 불갑사로 450                              | 불갑사                                  | 2011년 8월 26일 지정                                              |      |
| 308호 |      | 영광 불갑사 지장시왕도 (靈光 佛甲寺 地藏十王圖)                                                             | 전남 영광군 불갑면 불갑사로 450                              | 불갑사                                  | 2011년 8월 26일 지정                                              |      |
| 309호 |      | 나주 심향사 석조여래좌상 (羅州 尋香寺 石造如來坐像)                                                         | 전남 나주시 대호동 825번지 심향사                            | 심향사                                  | 2011년 12월 20일 지정                                             |      |
| 310호 |      | 나주 다보사 명부전 목조 지장보살삼존상·시왕상 일괄 (羅州 多寶寺 冥府殿 木造 地藏菩薩三尊像·十王像 一括)     | 전남 나주시 경현동 629번지 다보사                            | 다보사                                  | 2011년 12월 20일 지정                                             |      |
| 311호 |      | 영광 불갑사 동종 (靈光 佛甲寺 銅鐘)                                                                         | 전남 영광군 불갑면 불갑사로 450                              | 불갑사                                  | 2011년 12월 20일 지정                                             |      |
| 312호 |      | 여수 흥국사 중수사적비 (麗水 興國寺 重修事蹟碑)                                                             | 전남 여수시 흥국사길 149(중흥동)                             | 흥국사                                  | 2011년 12월 20일 지정                                             |      |
| 313호 |      | 화순 춘산영당 최익현 초상 (和順 春山影堂 崔益鉉 肖像)                                                       | 전남 화순군 춘양면 부곡리 249번지 춘산영당                   | 문병구                                  | 2011년 12월 20일 지정                                             |      |
| 314호 |      | 화순 문달환 초상 (和順 文達煥 肖像)                                                                         | 전남 화순군 춘양면 부곡리 249번지 춘산영당                   | 문병구·문형철                           | 2011년 12월 20일 지정                                             |      |
| 315호 |      | 곡성 서산사 목조관음보살좌상 (谷城 西山寺 木造觀音菩薩坐像)                                                 | 전남 곡성군 곡성읍 교촌리 184-1 서산사                       | 서산사                                  | 2013년 12월 19일 지정                                             |      |
| 316호 |      | 강진 고성사 목조삼불좌상 및 복장유물 (康津 高聲寺 木造三佛坐像 및 腹藏遺物)                                 | 전남 강진군 강진읍 남성리 산4 고성사                         | 고성사                                  | 2013년 12월 19일 지정                                             |      |
| 317호 |      | 광양 백운사 목조아미타여래좌상 및 복장유물 (光陽 白雲寺 木造阿彌陀如來坐像 및 腹藏遺物)                     | 전남 광양시 옥룡면 동곡리 361-1 백운사 / 옥룡면 백운사길 352 | 백운사                                  | 2013년 12월 19일 지정                                             |      |
| 318호 |      | 보성 불광사 목조관음보살좌상 및 복장유물 (寶城 佛光寺 木造觀音菩薩坐像 및 腹藏遺物)                         | 전남 보성군 송재로 59-80 (보성읍)                            | 불광사                                  | 2015년 8월 6일 지정                                               | ,    |
| 319호 |      | 완도 수향사 목조관음보살좌상 (莞島 修香寺 木造觀音菩薩坐像)                                                 | 전남 완도군 고금로 667-105 (고금면)                          | 수향사                                  | 2015년 8월 6일 지정                                               | ,    |
| 320호 |      | 곡성 서산사 동종 (谷城 西山寺 銅鐘)                                                                         | 전남 곡성군 교촌길 71 (곡성읍)                               | 서산사                                  | 2015년 8월 6일 지정                                               | ,    |
| 321호 |      | 곡성 연운당 고문서 (谷城 漣雲堂 古文書)                                                                     | 전남 곡성군 전기길 67-1 (석곡면)                             | 선산유씨 곡성종회                       | 2015년 8월 6일 지정                                               | ,    |
| 322호 |      | 해남 약수사 불교전적 (海南 藥修寺 佛敎典籍)                                                                 | 전남 해남군 해남읍 원정동길 19-4 약수사                      | 약수사                                  | 2015년 8월 6일 지정                                               | ,    |
| 323호 |      | 해남 미황사 대웅전 목조석가여래삼불좌상 (海南 美黃寺 大雄殿 木造釋迦如來三佛坐像)                           | 전남 해남군 미황사길 164 (송지면, 미황사)                    | 미황사                                  | 2015년 8월 6일 지정                                               | ,    |
| 324호 |      | 해남 미황사 명부전 목조지장보살삼존상 및 시왕상 일괄 (海南 美黃寺 冥府殿 木造地藏菩薩三尊像 및 十王像 一括) | 전남 해남군 미황사길 164 (송지면, 미황사)                    | 미황사                                  | 2015년 8월 6일 지정                                               | ,    |
| 325호 |      | 해남 미황사 응진당 목조석가여래삼존상 및 나한상 일괄 (海南 美黃寺 應眞堂 木造釋迦如來三尊像 및 羅漢像 一括) | 전남 해남군 미황사길 164 (송지면, 미황사)                    | 미황사                                  | 2015년 8월 6일 지정                                               | ,    |
| 326호 |      | 보성 용연사 석조불상 및 복장유물 (寶城 龍淵寺 石造佛像 및 腹藏遺物)                                         | 전남 보성군 벌교읍 월곡길 94(벌교리 795) 용연사              | 용연사                                  | 2016년 7월 7일 지정                                               |      |
| 327호 |      | 장흥 묘덕사 묘법연화경 권1, 2 (長興 妙德寺 妙法蓮華經 卷一, 二)                                             | 전남 장흥군 장흥읍 산삼상정길 68(삼산리 49) 묘덕사           | 묘덕사                                  | 2016년 7월 7일 지정                                               |      |
| 328호 |      | 장흥 묘덕사 불정심관세음보살대다라니경 (長興 妙德寺 佛頂心觀世音菩薩大陀羅尼經)                             | 전남 장흥군 장흥읍 산삼상정길 68(삼산리 49) 묘덕사           | 묘덕사                                  | 2016년 7월 7일 지정, 2019년 3월 6일 해제, 보물 제2016호로 승격    |      |
| 329호 |      | 곡성 수도암 목조관음보살좌상과 복장유물 (谷城 修道庵 木造觀音菩薩坐像과 腹藏遺物)                           | 전남 곡성군 옥과면 설옥길 81-158 (설옥리 613)                | 수도암                                  | 2017년 7월 27일 지정                                              |      |
| 330호 |      | 보성 죽곡정사 목판 (寶城 竹谷精舍 木板)                                                                     | 전남 보성군 복내면 진척서봉길 86-53 (진봉리 187)             | 안동화                                  | 2017년 7월 27일 지정                                              |      |
| 331호 |      | 강진 병영 박약국 문적 (康津 兵營 朴藥局 文籍)                                                               | 전남 강진군 작천면 작천용정길 21-1 (용상리)                  | 박병채                                  | 2017년 7월 27일 지정                                              |      |
| 332호 |      | 보성 동원석량비 (寶城 東院石梁碑)                                                                           | 전남 보성군 보성읍 보성리 4-2                                | 공유/보성군수                           | 2017년 9월 7일 지정                                               | ,    |
| 333호 |      | 보성 마천석교비 (寶城 磨川石橋碑)                                                                           | 전남 보성군 득량면 해평리 산99-2                             | 보성군수                                | 2017년 9월 7일 지정                                               | ,    |
| 334호 |      | 순천 송광사 감로암 목조아미타여래좌상과 복장유물 (順天 松廣寺 甘露庵 木造阿彌陀如來坐像과 腹藏遺物)         | 전남 순천시 송광면 송광사안길100 송광사 감로암               | 송광사                                  | 2018년 4월 19일 지정                                              |      |
| 335호 |      | 화순 광산 이씨 승지공비 (和順 光山 李氏 承旨公碑)                                                           | 전남 화순군 화순읍 지강로 655 (앵남리 656-1)                 | 광산이씨상서공파종중                    | 2018년 4월 19일 지정                                              |      |
| 336호 |      | 완도 고금도 관왕묘비 (莞島 古今島 關王廟碑)                                                                 | 전남 완도군 고금면 덕동리 산 58                              | 사)이충무공유적 고금도충무사 보존위원회 | 2018년 4월 19일 지정                                              |      |
| 337호 |      | 영암 장암정 대동계 문서 (靈巖 場巖亭 大同契 文書)                                                           | 전남 영암군 영암읍 무덕정길 53(장암리 484)                   | 장암대동계                              | 2019년 11월 14일 지정                                             |      |
| 338호 |      | 장흥 대원사 소장 십현담요해 (長興 大元寺 所藏 十玄談要解)                                                   | 전남 장흥군 장흥읍 관덕길 63 대원사                          | 대원사                                  | 2019년 11월 14일 지정                                             |      |